# Efisio Cugia
Efisio Cugia (Cagliari, 1818. Április 27. – Róma, 1872. február 14.) olasz tábornok.

## Élete
Tekintélyes szárd család ivadéka. A torinói iskolában képezte magát tüzértisztnek és 1834-ben tüzérhadnagy lett. 1848-ban kiváló vitézséggel küzdött Goito és Novara mellett, 1859-ben mint alezredes szolgált a tábornoki karban, 1860-ban pedig a Ricasoli minisztériumban hadügyminiszteri államtitkár lett, mely állásról 1861-ben lemondott.
1862-ben Sziciliába kísérte Garibaldit, aki őt Palermo prefektusává nevezte ki. 1863-1864-ben tengerészeti, 1865-66-ig hadügyminiszter volt, 1866-ban vitézül harcolt Custozza mellett és később Umbertó trónörökös herceg segéde és benső barátja lett.